# مارتن جوزيف وارد
مارتن جوزيف وارد (بالإنجليزية: Martin Ward)‏ (13 يوليو 1991 بلندن في الإمبراطورية الرومانية - ) هو ملاكم بريطاني، صنّف ضمن فئة وزن الخفيف.

## إحصائيات
خاض خلال مسيرته 24 نزالا، فاز في 21 وتعادل في 2 وخسر في 1. فاز بالضربة القاضية في 10 نزالات.

## روابط خارجية
- مارتن جوزيف وارد على موقع بوكس ريك (الإنجليزية) (registration required)